# タッチ・ミー (オール・ナイト・ロング)
「タッチ・ミー (オール・ナイト・ロング)」(Touch Me (All Night Long))は、フォンダ・レイの楽曲。

## チャート
| チャート (1984–1985年)                            | 最高位 |
| ------------------------------------------------- | ------ |
| イギリス (OCC)                                    | 49     |
| 全米 ダンス・クラブ・ソングス (Billboard)         | 5      |
| 全米 ホット R&B/ヒップホップ ソングス (Billboard) | 70     |

## キャシー・デニスのバージョン
キャシー・デニスによるカバー・バージョンはキャシーの1枚目のスタジオ・アルバム『キャシー・デニス』から3枚目のシングルとしてリリースされた。デニスのバージョンではサビの部分を除いて歌詞が大幅に変更されているなど、カバーというよりリメイクに近い形になっており、曲のクレジットにはデニスの名前も追加されている。
全英シングルチャートでは自身初にして唯一となるトップ10入りを記録。Billboard Hot 100でも自身最高位となる2位を記録するなど自身最大のヒットを記録した。
同年にはWinkがアルバム『Sapphire』にデニスのバージョンを元にした「闇夜の逃亡者 ～All Night Long～」として日本語カバーを収録。

### 収録曲
日本盤 3" シングル
1. タッチ・ミー（7"ミックス）
2. タッチ・ミー（ホット・ミックス）

### チャート
| チャート (1991年)                            | 最高位 |
| -------------------------------------------- | ------ |
| オーストラリア (ARIA)                        | 16     |
| オーストリア (Ö3 Austria Top 40)             | 30     |
| ベルギー (Ultratop 50 Flanders)              | 29     |
| カナダ トップシングルス (RPM)                | 9      |
| カナダ ダンス/アーバン (RPM)                 | 2      |
| ヨーロッパ (Eurochart Hot 100)               | 8      |
| フィンランド (Suomen virallinen singlelista) | 25     |
| ドイツ (GfK Entertainment charts)            | 39     |
| アイルランド (IRMA)                          | 3      |
| オランダ (Dutch Top 40)                      | 33     |
| オランダ (Single Top 100)                    | 26     |
| ニュージーランド (Recorded Music NZ)         | 34     |
| スイス (Schweizer Hitparade)                 | 16     |
| UK シングルス (OCC)                          | 5      |
| UK Dance (Music Week)                        | 2      |
| US Billboard Hot 100                         | 2      |
| US Dance Club Songs (Billboard)              | 1      |
| US Dance Singles Sales (ビルボード)          | 1      |
| ジンバブエ (ZIMA)                            | 1      |

| チャート (1991年)            | 順位 |
| ---------------------------- | ---- |
| オーストラリア (ARIA)        | 98   |
| カナダ (RPM)                 | 75   |
| カナダ ダンス/アーバン (RPM) | 9    |
| イギリス (OCC)               | 60   |
| アメリカ Billboard Hot 100   | 30   |